# Massacre de Trelew
Le massacre de Trelew (province de Chubut en Argentine) désigne l'exécution sommaire, le 22 août 1972, de 16 membres de différentes organisations de lutte armée alors que le pays est dirigé par le dictateur militaire Alejandro Agustín Lanusse, chef de la junte dit de la « Révolution argentine ». Ces seize militants avaient été capturés après une tentative d'évasion de la prison de Rawson, au cours de laquelle six hauts dirigeants de l'ERP, des Montoneros et des FAR, étaient parvenus à s'échapper. L'exécution, conduite par des soldats commandés par le capitaine Luis Emilio Sosa, eut lieu à la base aéronavale Amiral Zar (es) à 3h30 du matin. La junte prétexta par la suite que lors de la tentative d'évasion un des prisonniers s'était emparé d'une mitraillette. Dans la mesure où aucun militaire n'avait été blessé, cette version fut immédiatement rejetée par l'opinion. Les trois témoins survivants livrèrent par la suite leur témoignage. Les historiens s'accordent aujourd'hui à considérer cet événement comme une étape inaugurale du terrorisme d'État argentin,. La méthode consistant à exécuter des détenus en dehors de toute inculpation judiciaire et sans même utiliser de peloton d'exécution se généralisa lors de la « guerre sale ». Le Parti justicialiste (péroniste), en cours de légalisation depuis le « Grand Accord National », condamna fermement ces assassinats. Cinq militaires liés à cette affaire ont été inculpés en 2006 en Argentine pour crimes contre l'humanité.

## L'évasion de Rawson
Trois organisations de lutte armée, l'ERP (trotskyste), les Forces armées révolutionnaires (FAR, gauche-péroniste) et les Montoneros (gauche péroniste) réussirent à introduire des armes, grâce à un complice gardien, dans la prison de haute sécurité de Rawson, où était détenus plus de 200 prisonniers politiques, dont 110 membres de l'ERP, des FAR et des Montoneros, parmi qui les plus hauts dirigeants guérilleros, qui prévoient de s'évader . Le dirigeant de la CGTA (née d'une scission de la CGT), Agustín Tosco (es), condamné à huit ans de prison après le Cordobazo (1969), participe au projet d'évasion, tout en refusant lui-même de s'évader .
Selon María Antonia Berger (es) (1942-1979), une membre des Montoneros incarcérée depuis novembre 1971, les militants pensaient que l'évasion, outre permettre la libération des détenus, pourrait provoquer une crise politique importante, en frappant la dictature militaire là où ils croyaient être le plus fort,. Les prisonniers politiques organisent alors, le 15 août 1972, une mutinerie et prennent le contrôle de la prison.
Mais, à l'extérieur, une erreur de communication conduit les véhicules apprêtés par des militants à faire demi-tour avant d'entrer dans la prison; seule une Ford Falcon, conduite par Carlos Goldemberg, ne tenant pas compte du signal, entre dans la prison. Après quelque temps, les détenus décidèrent qu'un groupe de six dirigeants guérilleros, composé de Mario Roberto Santucho (es) (ERP), Domingo Mena (ERP), Enrique Gorriarán Merlo (es) (ERP), Roberto Quieto (es) (FAR), Mario Osatinsky (FAR) et Fernando Vaca Narvaja (Montoneros), iraient à l'aéroport de Trelew avec la voiture pour prendre celui-ci en attendant les autres véhicules. Mais les autres arrivent, en taxi, en retard; les six, accompagnés du chauffeur, ont juste le temps de monter à bord d'un avion de ligne de l'Austral, capturé par Alejandro Ferreira, Victor Fernández Palmeiro et Ana Wiesen (déjà à bord) , et de le détourner vers le Chili, où ils demandent l'asile politique au gouvernement de Salvador Allende (élu en 1970).
Les 80 mutins qui sont restés à la prison de Rawson exigent d'avoir accès à un juge avant de rendre les armes, ce qu'ils obtiennent. Ils sont transférés dans des cellules individuelles afin de briser toute velléité d'organisation .

## Le deuxième groupe d'évadés
Le deuxième groupe, en retard, est composé de 19 guérilleros, presque tous âgés de 21 ans à 30 ans, étudiants ou ouvriers (4 des FAR, 11 de l'ERP et 4 Montoneros) .
L'avion étant parti, ils nomment trois porte-paroles, Mariano Pujadas pour les Montoneros, Pedro Bonet pour l'ERP et María Antonia Berger pour les FAR, chargés de négocier avec l'armée, le responsable de la police et un juge d'instruction, Alejandro Godoy, présent sur les lieux. En échange de leur reddition, ils exigent au juge qu'il leur assure la vie sauve et, qu'après avoir fait venir un médecin, ils soient transférés de nouveau à la prison de haute sécurité. Racontant la négociation, Berger déclara plus tard :
«  Et moi, une femme, il [le capitaine Sosa] me regardait un peu comme ça, parce que c’était un comble, une femme qui lutte, dans les schémas des militaires, c’est pire,. »
La presse arrive, dont un journaliste de la revue Primera Plana (es), et les guérilleros en profitent pour faire une conférence de presse. Le médecin leur est accordé.

## Le transfert à la base aéronavale et le massacre
Cependant, alléguant l'insuffisance des conditions de sécurité à la prison de Rawson, les 19 prisonniers sont transférés, sur ordre du capitaine Luis Emilio Sosa, second chef de la base aéronavale Amiral Zar, à celle-ci, située à Trelew. Le juge, le directeur de la Jornada, le sous-directeur d'El Chubut, le directeur de LU17 Héctor 'Pepe' Castro, qui accompagnaient les détenus en tant que garants, furent obligés de se retirer.
Les familles des détenus, qui s'étaient rendus sur place pour apporter des couvertures et avoir des nouvelles, sont arrêtées, leurs empreintes digitales sont prises, puis sont priés de rentrer chez eux, ce qu'ils font le 18 août 1972 . L'avocat Mario Abel Amaya (es) (membre de l'UCR, mort le 19 octobre 1976 à la prison de Devoto), est incarcéré, officiellement soupçonné d'avoir participé à l'évasion . L'avocat Hipolito Solari Irigoyen (également de l'UCR, qui s'exilera plus tard, menacé par la Triple A, après avoir été enlevé en même temps qu'Amaya) est également sur place. Aucun habeas corpus n'est délivré aux juges.
L'évasion spectaculaire, et partiellement réussie, mobilisa l'opinion publique, tenant celle-ci en haleine pendant plusieurs jours. Celle-ci craignait que la dictature de la « Révolution argentine » ne se venge par des représailles sanglantes contre les détenus capturés, si les six chefs guérilleros évadés n'étaient pas capturé à nouveau. Le 17 août 1972, le Parti justicialiste, qui était en processus de légalisation depuis le « Grand Accord National » lancé en mai 1971, envoie un télégramme au ministre de l'Intérieur Arturo Mor Roig (es) (membre du conseil national de l'Union civique radicale) affirmant: « Réclamons respect droits humains prisonniers politiques unité carcérale Rawson vous tenons pour responsable pour leur intégrité physique menacée par mesures répression ».
Alors que le gouvernement du général Lanusse tente de faire pression sur le président chilien Allende pour qu'il extrade les six évadés, toute la zone de Rawson et de Trelew était sous occupation militaire, l'état d'urgence ayant été proclamé,. Trois mille soldats étaient mobilisés à la Base aéronavale.
Alors que la junte argentine s'appuyait sur un traité d'extradition signé en 1933, Allende invoqua le droit d'asile et la clause d’exception contenue dans ce traité. Le 25 août 1972, le président chilien déclara que « l’extradition ne vaut pas lorsque les délits imputés sont politiques », ajoutant « l’État auquel on demande l’extradition est libre de juger du caractère exceptionnel en la matière. » . Il octroya donc le statut de réfugié politique aux six évadés, qui s'envolèrent ensuite pour Cuba.
La nuit du 21 août 1972, la junte étant réunie à la Casa Rosada, aucune information ne filtra à la presse concernant ce qui se passait. Le lendemain, à 3h30 du matin, les 19 prisonniers de la Base furent réveillés en surprise par les gardes, qui leur ordonnèrent de sortir de leurs cellules. Le lieutenant Roberto Bravo déclara alors: « Vous allez voir maintenant ce que c’est que la terreur antiguérilla. » Soudainement, les militaires, dirigés par le capitaine Luis Emilio Sosa et le lieutenant Roberto Bravo, tirèrent des rafales de mitraillettes, tuant immédiatement la plupart, et achevant les blessés.
Le syndicaliste Agustin Tosco, qui était resté à Rawson, raconta, un an plus tard: 
«  Le soir, il y a eu un hommage simultané dans les six pavillons occupés par les prisonniers politiques et sociaux. Spontanément, chacun racontait des aspects de la vie, des convictions, de la personnalité de chaque tué. Puis, à gorge déployée, on les a appelés, chacun par son nom. »

## Responsabilités et conséquences

Juan Cedrón: Pour moi, la Cantate, Trelew, c’est Los Fusilamentos de la Moncloa (de Goya).

La version officielle de l'amiral Hermes Quijada (es), chef de l'état-major, prétextait une tentative d'évasion , avec 16 morts et 3 blessés parmi les prisonniers, mais aucune perte militaire. Étant donné le caractère invraisemblable des quatre versions officielles différentes, qui se contredisaient toutes mais prétendait toutes une tentative de fuite, en déclarant notamment qu'un guérillero aurait réussi à s'emparer d'une mitraillette sans toutefois blesser aucun soldat, presque personne ne crut la junte, bien que seule la revue Panorama, de Tomás Eloy Martínez, qui se rendit à Trelew après le massacre et écrivit La pasión según Trelew (censuré par la dictature militaire de 1976-1983 ) donna une autre version des faits. Tous commencent à parler de massacre, même les opposants aux groupes armés: de telles exécutions de groupe, de sang froid, n'avaient pas encore eu lieu, seuls des assassinats isolés ayant été perpétrés par les forces de sécurité.
Seuls trois militants, qui furent soignés et transférés à la prison de Villa Devoto, survécurent : Alberto Miguel Camps (FAR - desaparecido en 1977); María Antonia Berger (FAR - desaparecida en 1979); Ricardo René Haidar (Montoneros - desaparecido en 1982). Après avoir été amnistié par le président Héctor Cámpora, élu en mars 1973, ils donnèrent une autre version des faits, lors d'un entretien avec le journaliste Francisco Urondo (membre des FAR), lui aussi incarcéré, à la prison de Devoto, le 24 mai 1973, la veille de l'amnistie , — Urondo fut assassiné le 17 juin 1976 . Les groupes armés adoptèrent alors le slogan, promis à un tragique avenir: « La sangre derramada no será negociada. » (« Le sang versé ne sera pas négocié »).
C'est aussi à l'occasion de cette évasion, seule opération commune menée par l'ERP (trotskyste) d'un côté, les FAR et les Montoneros (péronistes) de l'autre (à l'exception de l'assassinat, le 10 avril 1972, du général Juan Carlos Sánchez (es), commandant du 2e corps d'armée et expert de la contre-insurrection, organisé par l'ERP et les FAR), que fut signé un accord entre les FAR et les Montoneros, dit du « balido de Rawson » (le « bêlement de Rawson »), qui préfigure l'union ultérieure des deux groupes.
La même nuit, la junte promulgua la loi 19 797 censurant toute information concernant les groupes de guérilla. Le 20 août 1972, on conseille aux familles des victimes de voir leurs avocats en dehors de leurs cabinets ou des locaux de l'Association syndicale d'avocats . Peu après une bombe détruit le local du syndicat. Les jours suivants, des manifestations se produisirent dans tout le pays, et de nombreux attentats visèrent des bâtiments officiels.
Le comité central du Parti justicialiste (PJ) participa à l'enterrement de trois des guérilleros, dont deux appartenaient à l'ERP. La veillée funèbre se transforma spontanément en manifestation politique, à quoi la police fédérale répondit en séquestrant les cadavres (une « habitude » depuis la disparition du cadavre d'Evita Perón) et en faisant sauter les portes du bureau du PJ.
Les familles des victimes déposèrent plainte en 1972, recevant les témoignages des trois survivants. Mais l'avocat des familles, Rodolfo Ortega Peña (es) , fut assassiné le 31 juillet 1974 par la Triple A dirigée en sous-main par le ministre José Lopez Rega: la défense légale était devenue impossible. Le poète Juan Gelman écrivit en 1972 Les Gloires, dans lequel il dit: « Pensez-vous qu’il ne coule plus le sang des 16 fusillés à Trelew ? Dans les rues de Trelew, et dans les autres rues de ce pays, ce sang/ ne coule-t-il plus ? y a-t-il un seul endroit du pays où ce sang ne coule plus,? »; le compositeur de tango Juan Cedrón (du Cuarteto Cedrón) composa aussi, après Trelew, la Cantate du Chant du coq, à partir d'un poème de Gelman.
Le chef de l'état-major, Hermes Quijada, fut assassiné le 30 avril 1973, dans le centre de Buenos Aires, par Víctor José Fernández Palmeiro (es) (ERP), tirant d'une motocyclette. Le guérillero fut tué à son tour, touché par les balles du chauffeur.
La chaîne de commandement et les principaux acteurs de ce massacre incluent :
- le général Alejandro Agustín Lanusse, chef du gouvernement et commandant-en-chef de l'Armée
- l'amiral Guido Natal Coda, commandant-en-chef
- le brigadier Juan Carlos Rey, commandant en chef des Forces aériennes
- l'amiral Hermes Quijada, chef de l'état-major
- le général Eduardo Ignacio Betti, chef des opérations militaires dans la zone sous état d'urgence
- le capitaine Horacio Mayorga, chef de la Base aéronavale Amiral Zar
- le capitaine de frégate Luis Emilio Sosa, chargé de la base aéronavale et des détenus (entraîné à l'Ecole des Amériques de Fort Gulick, au Panama[12].
- le lieutenant Carlos Roberto Guillermo Bravo, présent lors des faits, nommé peu de temps après attaché militaire aux États-Unis [2]
- Arturo Mor Roig (UCR), ministre de l'Intérieur (assassiné en 1974 par les Montoneros)
- Jorge V. Quiroga, chef du Tribunal d'exception (assassiné en représailles)

## Plaintes et procès pour crimes contre l'humanité (2006-2009)
La famille d'une des victimes, Alicia L. de Bonet, a déposé plainte en février 2006 devant le tribunal fédéral de Rawson, suivie par d'autres familles. Le juge Hugo Sastre est chargé du dossier, et qualifie les faits de crimes contre l'humanité, donc imprescriptibles.
Carlos Roberto Bravo, Luis Emilio Sosa, Ruben Paccagnini, Raúl Herrera et Emilio del Real sont inculpés de:
- privation présumée de liberté et la commission de tortures (19 faits)
- homicides doublement aggravés (16 cas) et
- tentatives d’homicides (3 cas) [13].

Le juge Sastre ordonna fin 2007 la détention des cinq militaires accusés d’être les auteurs directs du massacre. Trois des accusés, Emilio del Real, Ruben Paccagnini et Luis Emilio Sosa, sont arrêtés début février 2008. La procédure contre le capitaine Herrera s'arrête après sa mort. Quant au lieutenant Carlos Bravo, nommé attaché militaire aux États-Unis peu de temps après les faits, où il aurait ouvert depuis une entreprise de sécurité privée, il nie toutes les allégations et refuse, jusqu'à présent, de se rendre pour répondre de ses actes devant un tribunal. Le procès a commencé le 14 février 2008 . Au cours de celui-ci, le juge a constaté que les services de renseignement de la Marine continuaient, aujourd'hui encore, à espionner les familles des victimes et les militants des droits de l'homme; neuf soldats de la Marine ont été inculpés d'espionnage, d'abus d'autorité et révoqués de leur poste.

## Liste des 19 évadés qui se sont rendus à Trelew avant d'être exécutés
(Source ).
- Carlos Heriberto Astudillo (FAR), étudiant, 28 ans
- María Antonia Berger (es) (FAR), 30 ans, sociologue (rescapée, porté disparue par la suite)
- Rubén Pedro Bonet (ERP), 30 ans, ouvrier
- Alberto Camps (FAR), 24 ans, étudiant (rescapé, porté disparu par la suite)
- Eduardo Adolfo Capello (ERP), 24 ans, étudiant
- Mario Emilio Delfino (ERP), 29 ans, ouvrier
- Alberto Carlos Del Rey (ERP), 23 ans, étudiant
- Ricardo René Haidar (Montoneros), 28 ans, ingénieur chimiste (rescapé, porté disparu par la suite)
- Alfredo Elías Kohon (FAR), 27 ans, étudiant
- Clarisa Rosa Lea Place (ERP), 24 ans, étudiante
- Susana Graciela Lesgart (Montoneros), 22 ans, institutrice
- José Ricardo Mena (ERP), 21 ans, ouvrier
- Miguel Angel Polti (ERP), 21 ans, étudiant
- Mariano Pujadas (Montoneros), 24 ans, étudiant
- María Angélica Sabelli (Montoneros), 23 ans, étudiante
- Ana María Villarreal de Santucho (ERP), 36 ans, professeur d’art (et femme de Mario Roberto Santucho)
- Humberto Segundo Suarez (ERP), 25 ans, ouvrier
- Humberto Adrián Toschi (ERP), 25 ans, étudiant
- Jorge Alejandro Ulla (ERP), 27 ans, instituteur, ouvrier